# Balenciaga

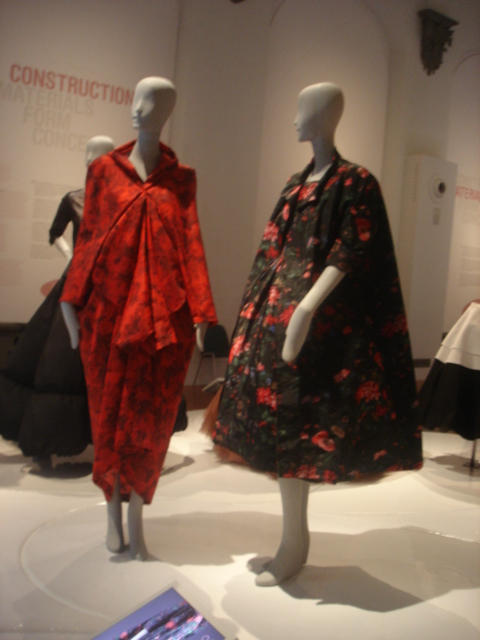
Rochie Balenciaga afișată în Florența, Italia.

Balenciaga este o casă de modă fondată de Cristóbal Balenciaga, un spaniol din Țara Bascilor, Spania. Are reputație de creator de modă haute couture  care nu face compromisuri, iar Christian Dior a spus că este un „maestru al tuturor”. Casa Balenciaga este deținută de multinaționala din Franța, Kering.